# Maître de la Bible de Lübeck
Le Maître de la Bible de Lübeck est le maître anonyme enlumineur et graveur actif en Flandre des années 1485 à 1520. Il doit son nom à un ensemble de gravures sur bois illustrant une bible imprimée à Lübeck en 1494.

## Éléments biographiques et stylistiques

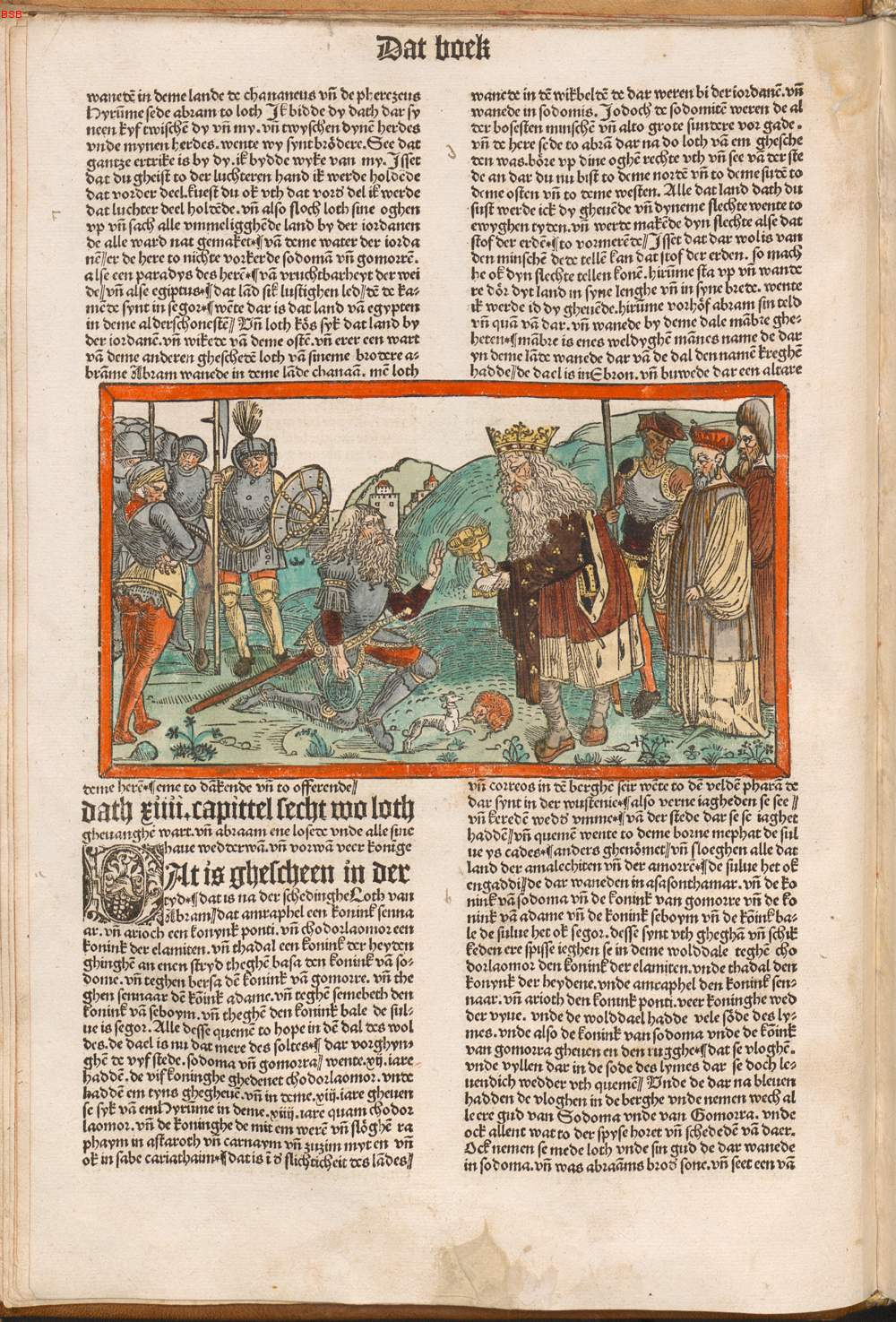
Page de la Bible de Lübeck de 1494.

Le corpus des œuvres de l'artiste a d'abord été constituée autour de plusieurs gravures sur bois. Mais son style est suffisamment caractéristiques pour qu'on ait pu le rapprocher de plusieurs miniatures. Son style se caractérise par une mise en scène énergique et par un sens du mouvement. Ses personnages prennent souvent des positions bizarres, voire contorsionnées : ils semblent toujours tituber que plutôt que de marcher. Leurs visages sont faciles à distinguer, les femmes possédant de grands fronts et les vieillards de grosses bajoues.
Il est difficile de situer son activité : d'après son style, il est flamand mais il a peut-être été formé en Italie. Ses gravures sur bois ont été imprimées en France et dans le nord de l'Allemagne. Ses enluminures sont cependant extrêmement proches de celle du Maître de Jacques IV d'Écosse, identifié généralement à Gerard Horenbout, actif à Gand. C'est probablement là que le Maître de la Bible de Lübeck a été lui aussi actif.

## Œuvres attribuées

### Enluminures

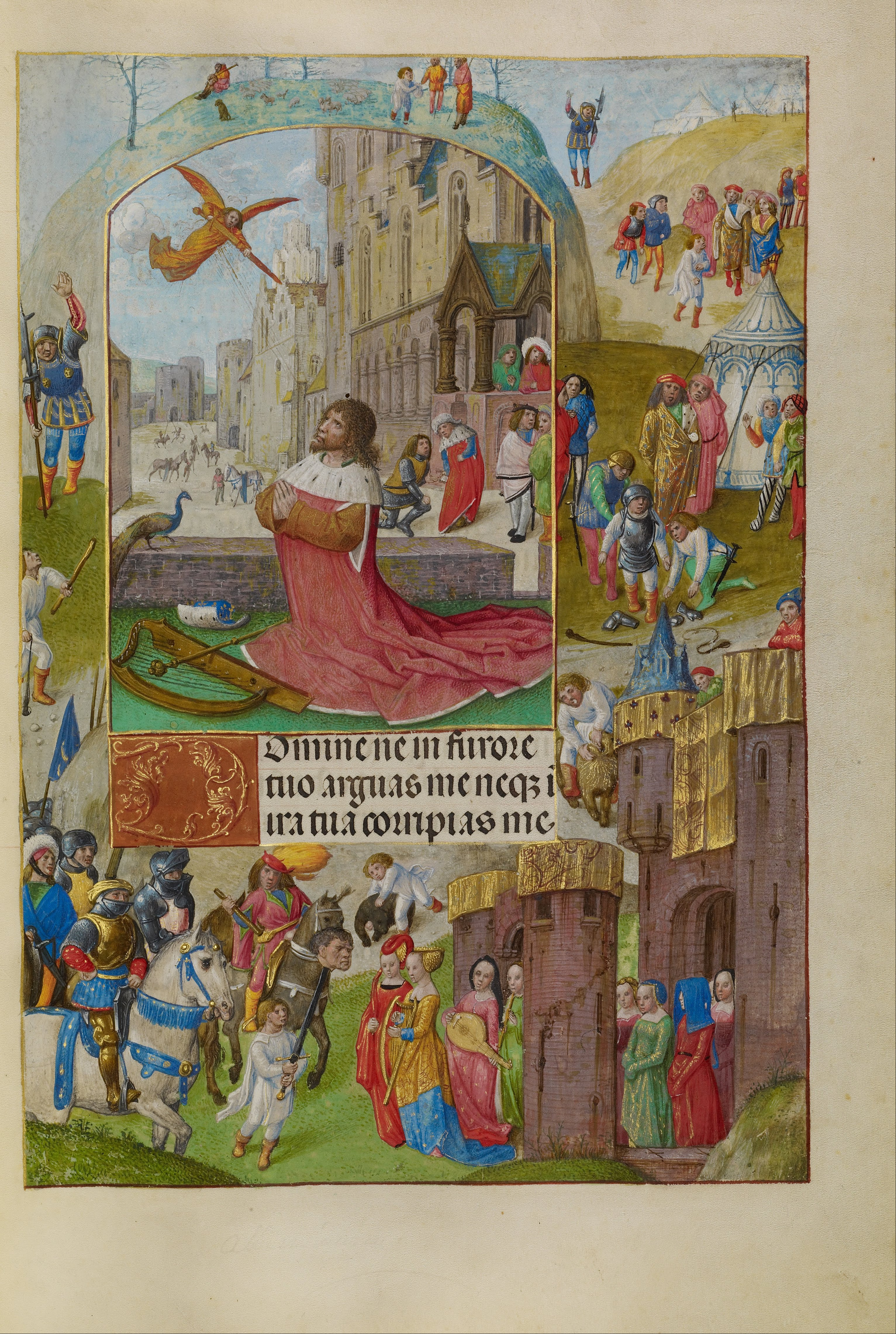
David en prière, miniature des Heures de Spinola.

- Le Bréviaire de Carondelet, vers 1490, en collaboration avec Gerard Horenbout et l'atelier d'Alexander Bening, Bibliothèque d'État de Berlin, Ms.Theol.Lat.Fol.285
- 4 feuillets d'un livre de dévotion, vers 1500-1510, Kupferstichkabinett Berlin Kdz 641 et 667, Pierpont Morgan Library New York Ms.G46, et Fitzwilliam Museum Cambridge Ms. Marlay Cutting Sp.5
- Heures de Spinola, quelques miniatures en collaboration avec Gerard Horenbout et le Maître du Livre de prières de Dresde, vers 1510-1520, J.Paul Getty Museum, Los Angeles, MS. Ludwig IX 18
- 2 miniatures découpées d'un ancien livre d'heures, coll. privée passée en vente à Sotheby's en décembre 1973

Il est parfois identifié, mais de manière controversée, au Maître de Saint Michel, auteur de quelques miniatures dans un livre d'heures conservé au Fitzwilliam Museum, Ms.1068-1975.

### Gravures sur bois
- illustrations d'une Danse de la mort, imprimée à Lübeck en 1489
- illustrations des Œuvres de Térence, imprimées à Lyon en 1493
- illustrations d'une bible, imprimée à Lübeck par Stephan Arndes en 1494

### Peinture
- Portrait de saint Pierre, vente à Sotheby's le 6 avril 1977